# Гідна праця
Гідна праця (англ. decent work) — наявність зайнятості в умовах свободи, рівності, безпеки та людської гідності.
За даними Міжнародної організації праці МОП, Гідна робота охоплює можливості для роботи, які забезпечують продуктивні та справедливі доходи, безпеку на робочому місці і соціальний захист сім'ї, найкращі перспективи для особистісного розвитку та соціальної інтеграції, свободи для людей, організація та участь у прийнятті рішень, рівність можливостей і ставлення для всіх жінок і чоловіків.
Організація Об'єднаних Націй — Економічна і Соціальна Рада також дає зауваження загального порядку , які визначають «гідну працю».
Розроблена Програма гідної праці МОП  [Архівовано 12 грудня 2019 у Wayback Machine.] збалансованого і комплексного програмного підходу для досягнення цілей забезпечення повної і продуктивної зайнятості та гідної роботи для всіх на глобальному, регіональному, національному, галузевому та місцевому рівнях. Вона складається з чотирьох елементів: стандарти і права у сфері праці , створення робочих місць і розвитку підприємництва , соціального захисту  та соціального діалогу .

## Інтернет-ресурси
- WDDW, World Day for Decent Work
- International Labour Organization [Архівовано 25 липня 2008 у Wayback Machine.]
  - World Commission on the Social Dimension of Globalization — Follow Up [Архівовано 16 квітня 2013 у Wayback Machine.]
- Decent Work: a better world starts here. A web movie available in 25 languages [Архівовано 2 жовтня 2012 у Wayback Machine.]
- ILO — Decent Work